# Camponotus abditus
Espèce
Camponotus abditus est une espèce de fourmis du genre Camponotus originaire d'Amérique centrale.

## Systématique
Le nom valide complet (avec auteur) de ce taxon est Camponotus abditus Forel, 1899.
Cette espèce a été initialement décrite sous le taxon Camponotus (Colobopsis) abditus et sa localité type est le Guatemala.

### Publication originale
- (fr) A. Forel, Biologia Centrali-Americana; or, contributions to the knowledge of the fauna and flora of Mexico and Central America, Insecta. Hymenoptera. Vol. III. (Formicidae.), Londres, 1899, 169 pages [lire en ligne], p. 158.